# Schüth proti Německu
Schüth proti Německu je soudní případ, který se zabývá tím, zda je cizoložství zaměstnance církve legitimním důvodem výpovědi. Stěžovatel byl varhaníkem a vedoucím pěveckého sboru v katolické farnosti v Essenu a dostal v roce 1998 výpověď pro cizoložství. Nejprve se věc zkoumal Nižší pracovní soud v Essenu, dále Spolkový pracovní soud a poté se stěžovatel odvolal k Odvolacímu pracovnímu soudu v Düssedorfu. Posledním soudem, který se věcí zabýval je Evropský soud pro lidská práva, který zkoumal, zda došlo k porušení článku 8 Evropské úmluvy o ochraně lidských práv a lidských svobod.

## Proces
K Evropskému soudu pro lidská práva se věc, podaná Bernhardem Josefem Schüthem zastoupeným právníkem M. Uhrem, dostala 11. 1. 2003. Navrhovatel se domáhal zrušení rozsudku pracovněprávních soudů v Německu, které jeho výpověď neanulovaly, jak si přál a odvolával se na Evropskou úmluvu o ochraně lidských práv, konkrétně na článek 8: právo na respektování soukromého a rodinného života.

## Skutkové okolnosti
Navrhovatel pracoval od roku 1983 pro katolickou farnost v Essenu na pozici varhaníka a vedoucího pěveckého sboru. V pracovní smlouvě bylo uvedeno, že porušení katolických zásad je důvodem k ukončení smlouvy, a také ústně slíbil dodržování profesních a církevních povinností. V roce 1994 stěžovatel opustil svou manželku, která byla taktéž matkou jeho dvou dcer, jež 2. 7. 1997 ve školce řekly, že jejich otec bude mít další dítě. V návaznosti na toto sdělení si děkan zavolal navrhovatele, aby s ním probral tuto věc. Schüth dostal výpověď 15. 7. 1997 s platností od 1. 4. 1998 na základě porušení povinnosti loajality, která je uvedena v článku 5 základních regulí římskokatolické církve. Svým mimomanželským poměrem se měl dle katolické církve navrhovatel dopustit cizoložství a bigamie. S manželkou se stěžovatel rozvedl až v srpnu 1998. Od září 2002 je Schüth zaměstnán jako sbormistr protestantské církve v Essenu a ve svém volném čase řídí tři pěvecké sbory.

## Nižší pracovní soud v Essenu
Stěžovatel vzal 24. června 1997 věc k pracovněprávnímu soudu, který rozhodl, že výpověď byla oprávněná a neporušovala pracovní smlouvu. Vycházel z případu Obst proti Německu. Obst vyrůstal v prostředí mormonské církve a oženil se v roce 1980 podle mormonského ritu. Poté, co vykonával několik funkcí v rámci této církve, byl jmenován v roce 1986 ředitelem pro Evropu v odboru veřejných vztahů. V prosinci 1993 se obrátil na svého pastora, kterému svěřil, že měl aféru s jinou ženou. Na radu pastora o tom pak informoval svého nadřízeného, který jej propustil o několik dní později pro cizoložství. V případu Obst došel Federální pracovní soud k tomu, že nároky mormonské církve v oblasti manželské věrnosti nebyly v rozporu se základními zásadami právního systému.

## Spolkový pracovní soud
Stěžovatel vzal dále věc 12. 4. 1999 ke Spolkovému pracovnímu soudu, který rozhodl obdobně jako v případu Obst, že požadavky katolické církve na manželskou věrnost a zákaz bigamie byly v souladu s německým právním řádem. Soud konstatoval, že stěžovatel neměl příliš významnou pozici u katolické církve, ale přesto byla dostatečně význačná na to, aby ohrozila vážnost farnosti. Federální pracovní soud dále uvedl, že platí nejen smluvní autonomie, ale také státem garantovaná práva církví na vlastní organizaci, proto je církevní právo aplikovatelné vedle běžného vnitrostátního práva.

## Odvolací pracovní soud v Düsseldorfu
Katolická farnost se odvolala proti rozhodnutí Pracovního soudu z 9. 12. 1997 a věc byla vrácena Odvolacímu pracovnímu soudu v Düsseldorfu. Děkan katolické farnosti v Essenu byl vyslýchán a uvedl, že měl se stěžovatelem vysvětlující rozhovor, z něhož usoudil, že by varování před výpovědí bylo nadbytečné. Vzhledem k pozici děkana bylo jeho tvrzení bráno soudem jako věrohodnější. Soud konstatoval, že s ohledem na profesní specializaci stěžovatele pro něj bude těžké si najít práci, ale jeho další výkon práce u katolické farnosti by poškodil důvěryhodnost církve. Podle soudu tedy převládly zájmy církve nad stěžovatelovými. V polovině roku 2002 se stěžovatel snažil dovolat ke Spolkovému ústavnímu soudu, s čímž neuspěl, protože dle Spolkového soudu nebyly ve věci žádné ústavní pochybnosti.

## Evropský soud pro lidská práva ve Štrasburku
V lednu 2003 podal Schüth stížnost proti Spolkové republice Německo k Evropskému soudu pro lidská práva. Rozsudkem ze dne 23. 9. 2010 prohlašuje 5. sekce Soudního dvora žádost za přípustnou a dospěla jednomyslně k porušení 8. článku Úmluvy o ochraně lidských práv a základních svobod. Rovnováha zájmů německých pracovních soudů nebyla v souladu s Úmluvou, soudy nedostatečně vysvětlily, proč byly zájmy zaměstnavatele značně nadřazeny právu stěžovatele na soukromý a rodinný život podle článku 8 Evropské úmluvy o lidských právech. Ohledně článku 41 EÚLP, podle kterého má soud přiznat v případě potřeby poškozené straně zadostiučinění, dodal soud, že vyzývá strany, aby do tří měsíců od vydání rozsudku oznámily dohodu, které mohou dosáhnout. V odůvodnění soud uvedl, že pracovní soudy se zaobíraly pouze otázkou, zda byla výpověď platná a nesrovnávaly zájem církve jako zaměstnavatele a zájem rodinného života stěžovatele. Dále konstatoval, že zaměstnanec podává daňové přiznání, ze kterého lze vyčíst stav jeho rodinného života, tedy včetně narození dítěte. Považováním názoru katolické církve za důvěryhodnější, bez zvážení dalších skutečností, se dopustily pracovní soudy pochybení.
Dalším rozhodnutím z 28. 6. 2012 přiznal Soudní dvůr Bernhardu Schüthovi náhradu škody podle článku 41 Evropské úmluvy o lidských právech ve výši 40 000 euro.